# Alain Peyrefitte
Pour les articles homonymes, voir Peyrefitte.
Ne doit pas être confondu avec Roger Peyrefitte.
Alain Peyrefitte, né le 26 août 1925 à Najac en Aveyron et mort le 27 novembre 1999 à Paris, est un homme politique, diplomate,  spécialiste en sciences humaines et politiques, et enfin écrivain français, membre de l’Académie française.
Après l'École normale supérieure, il intègre la première promotion de l'ENA, et choisit à sa sortie la carrière diplomatique. Celle-ci le mène en Allemagne de l'Ouest, alors en plein redressement économique, puis en Pologne, où il est nommé consul général au moment où s'affermit l'emprise soviétique.
En 1958, il est élu député, au sein de la génération d'hommes qui entrent en politique avec le retour au pouvoir du général de Gaulle. Il en devient un des proches collaborateurs, puis est nommé ministre et porte-parole du gouvernement en 1962. À ce titre, il noue avec le chef de l’État une relation privilégiée, et il tirera de nombreux entretiens particuliers le recueil C'était de Gaulle, qui fait référence. Ministre dans de nombreux gouvernements sous les présidences de Charles de Gaulle, Georges Pompidou puis Valéry Giscard d'Estaing, il fait des passages notables et parfois critiqués aux ministères de l’Information, où il crée l'ORTF, de la Recherche scientifique, où il accélère le programme de dissuasion nucléaire français, et de la Justice, où il fait voter la loi liberté et sécurité. Élu député dans toutes les législatures de la Ve République entre 1958 et 1995, puis sénateur en 1995, c'est alors une des figures majeures de la droite. Il cultive en même temps un ancrage local en Seine-et-Marne, où il est élu député, conseiller général, et maire de Provins de 1965 à 1997.
Il publie en 1976 un essai dans lequel il revient sur les résistances aux réformes qu'il a entreprises comme ministre, et cherche à comprendre les causes profondes de ce qu'il nomme Le Mal français, et qui connaît un grand succès de librairie. La question centrale à laquelle il cherche à répondre est celle de la cause première du développement et du sous-développement, qu'il identifie non pas dans les causes matérielles habituellement avancées mais dans un « tiers facteur immatériel », la confiance. Ces réflexions initiées dans Le Mal français sont développées dans son maître ouvrage, La Société de confiance, et ont fait l'objet de leçons au Collège de France intitulées Du Miracle en économie. Fasciné par la Chine, il est aussi l'auteur de deux essais sur le renouveau de l'empire du Milieu, dont le premier de prospective Quand la Chine s'éveillera… le monde tremblera connaît un grand succès de librairie.
Collaborateur régulier de nombreux journaux, il devient président du comité éditorial du quotidien Figaro en 1983. Il est élu à l'Académie française le 10 février 1977.

## Jeunesse et formation
Son grand-père paternel est originaire de Saint-Lary, petit village pyrénéen situé dans le département de l'Ariège. Il s'enrôle dans la gendarmerie et est affecté à Saint-Beauzély, dans l'Aveyron. C'est là qu'il rencontre sa future épouse, fille d'un artisan-maçon.
Les grands-parents maternels d'Alain Peyrefitte sont quant à eux originaires de l’Aubrac, à la lisière du Cantal. Le grand-père y est à la fois paysan, instituteur, secrétaire de mairie, et correspondant local de La Dépêche. Plutôt gagné aux idées modernes et laïques, il doit comme secrétaire de mairie servir de témoin lors de l'inventaire des biens de l'Église au moment de la séparation des Églises et de l'État en 1905. Cela lui vaut l'hostilité du curé qui lui refuse des obsèques religieuses à sa mort accidentelle en 1909. La mère d'Alain Peyrefitte, alors âgée de 13 ans, gardera de cet événement un fort sentiment anti-religieux, qui se ressentira dans l'éducation donnée à son fils.

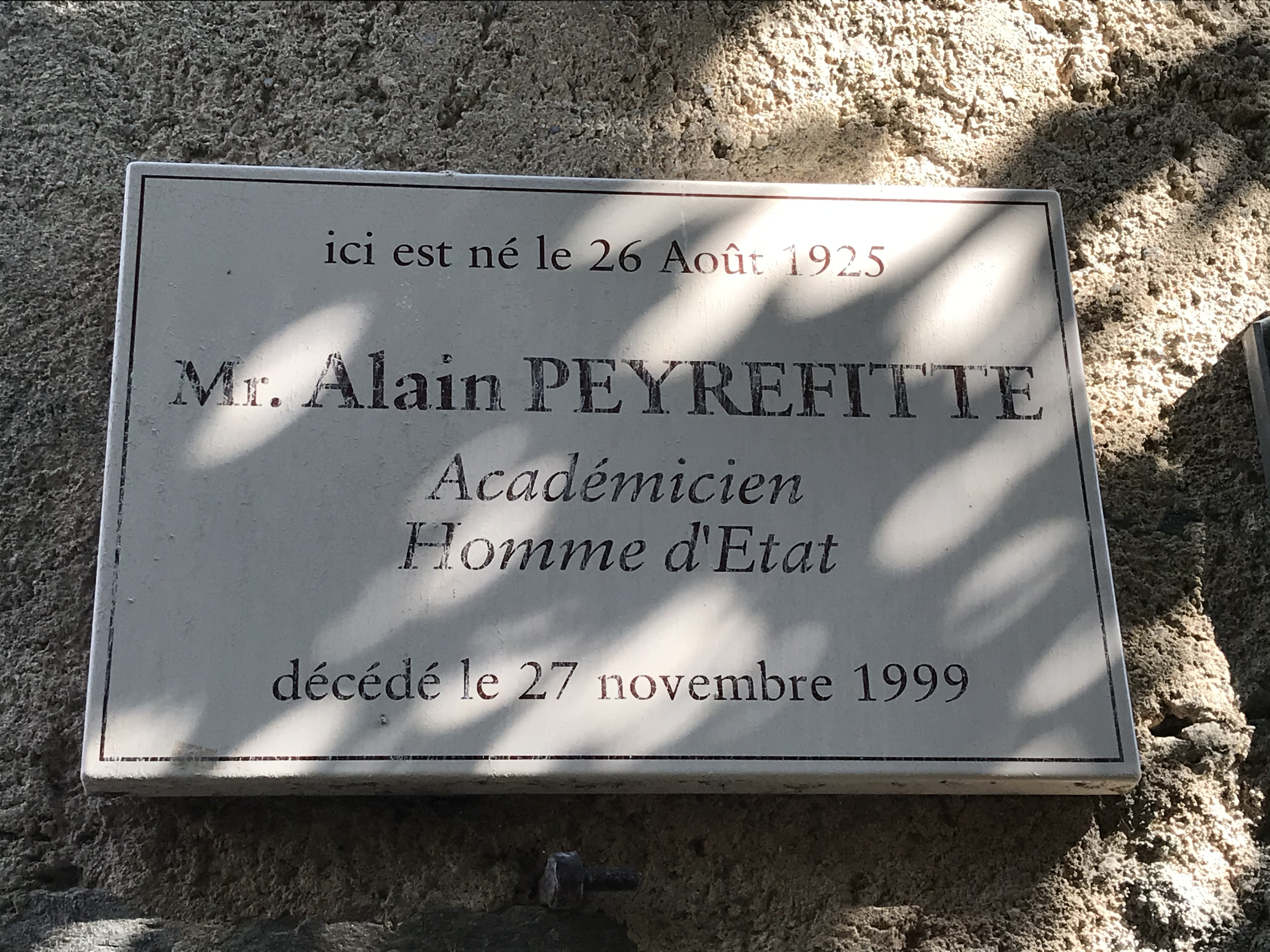
Plaque commémorative sur la maison d'Alain Peyrefitte à Najac.

Ses parents Jean et Augustine Peyrefitte se rencontrent à l'école normale de Rodez, et ils commencent à exercer leur profession d'instituteur à Najac. René, leur premier enfant, y naît en 1920, et Alain suit en 1925.
À la naissance, Alain Peyrefitte se prénomme Roger Antoine. Il change de prénom au cours de ses études pour éviter la confusion avec son homonyme Roger Peyrefitte, écrivain à l'époque très controversé. Les deux hommes auraient des ancêtres communs dans le village de Salsein, toutefois leur cousinage n'est pas établi avec certitude,.
Alain Peyrefitte passe son enfance à Aubin, puis à Rodez et à Montpellier, au gré des affectations successives de ses parents. Il conserve cependant des attaches à Saint-Beauzély, où les vacances le ramènent dans la maison bâtie par son arrière-grand-père maternel, artisan-maçon.
Bachelier de philosophie et de mathématiques à seize ans, il est en mars 1944 étudiant en khâgne à Montpellier quand des attentats et des manifestations d’étudiants l'exposent au risque du travail forcé en Allemagne. Il gagne alors l'Aveyron où il entre dans la clandestinité.
À la Libération, il s'installe à Paris. Il rate le concours d'entrée à l'École normale supérieure à sa première tentative, avant d'être reçu l'année suivante. En 1946, il intègre l'École nationale d'administration, nouvellement créée, et fait ainsi partie de sa première promotion, baptisée « France combattante ». Il mène les deux cursus en parallèle.
Il travaille ensuite à une thèse de doctorat, inscrite à la Sorbonne en 1947 sous le titre « Phénoménologie de la confiance », qu'il ne soutiendra que trente-sept ans plus tard, une fois passé l'âge de postuler à une chaire comme docteur d'État. Pendant quelques mois attaché puis chargé de recherche au CNRS en anthropologie, il entame alors des travaux sur la notion de confiance, qui sera toute sa vie au cœur de ses réflexions.

## Vie privée
Vers 18-20 ans, il se convertit au catholicisme et devient pratiquant, ses parents n'étant eux-mêmes pas très croyants.
En 1947, lors du pèlerinage annuel des étudiants à Chartres, il rencontre Monique Luton (1924-2005), écrivaine sous le nom de plume de Claude Orcival,,.
Ils se marient le 14 décembre 1948, et de cette union naîtront cinq enfants : quatre filles, Florence, Christel, Véronique et Emmanuelle, et un fils, Benoît.
Après ses études, Alain Peyrefitte fait une retraite d'un an au couvent Saint-Dominique de Corbara en Corse, pendant laquelle il met par écrit le programme de sa vie : « 1948-1958 : vie diplomatique ; 1958-1968 : vie politique ; 1968-1978 : vie littéraire ».

## Carrière diplomatique
En 1948, il embrasse une carrière de diplomate.
Il travaille d'abord en Allemagne avec Jean-François Deniau sous la direction d'André François-Poncet, alors haut commissaire de la Zone d'occupation française en Allemagne. Il mène alors une vie faite de réceptions officielles et mondaines en tous genres. Mais surtout, il assiste également au décollage économique de l'Allemagne de l'Ouest, qu'il décrypte dans les notes adressées au Quai d'Orsay et dont l'exemple nourrit la réflexion publiée plus tard dans Le Mal français.
Alain Peyrefitte rentre à Paris fin 1952. Mais ce séjour en Allemagne inspirera à Monique, l'épouse d'Alain, un roman intitulé Ton pays sera mon pays, qu'elle publie courant 1953, quelques mois après leur retour à Paris, sous le pseudonyme Claude Orcival. Les principaux collaborateurs d'Alain Peyrefitte ont pu se reconnaître sans difficulté dans les personnages du roman. Ils y sont décrits de manière souvent assez négative, ce qui valut à Alain Peyrefitte une profonde inimitié de leur part, et notamment de la part d'André François-Poncet.
Courant 1954, Alain Peyrefitte se rend à Cracovie, en Pologne, où il est nommé consul général de France. Malgré des conditions de vie parfois difficiles, en dépit d'une surveillance policière certes moins pesante que dans d'autres villes du monde communiste, mais bien réelle, Alain Peyrefitte profite de ce séjour pour observer attentivement les conditions de vie d'habitants passés depuis peu sous la domination soviétique. Il livre alors ses témoignages dans de multiples dépêches adressées au Quai d'Orsay. Ces observations alimentent évidemment ses réflexions sur le développement, exposées plus tard dans deux livres, Le Mal français et La Société de confiance.
Alain Peyrefitte rentre à Paris en 1956. Il reste alors travailler au Quai d'Orsay, où il se consacre aux affaires européennes.

## Carrière politique

### Entrée en politique (1958)
Alain Peyrefitte est élu député UNR de Seine-et-Marne en 1958 lors des premières élections législatives qui suivent le retour au pouvoir de Charles de Gaulle. Il sera continuellement réélu par la suite, sauf en 1981 où il est battu par le socialiste Marc Fromion, dans la foulée de la victoire de François Mitterrand à l'élection présidentielle, mais l'élection de Fromion est invalidée, et Peyrefitte retrouve son siège dès janvier 1982, à la faveur d'une législative partielle. Il conservera ce siège jusqu'en 1995. Cette année-là, Alain Peyrefitte abandonne en effet son siège de député pour devenir sénateur de Seine-et-Marne, poste qu'il occupera jusqu'à sa mort.
En 1958, Alain Peyrefitte présente un profil atypique parmi les députés gaullistes, de par son jeune âge et sa formation d'énarque. Cette originalité séduit le général de Gaulle, qui en fait alors un de ses collaborateurs, chargé notamment de l'Algérie — dont il proposera la partition en 1961 — et des questions européennes. Alain Peyrefitte s'impose alors peu à peu comme un proche du Général.

### Ancrage local en Seine-et-Marne (1958-1997)
Élu député de Seine-et-Marne en 1958, il s'était présenté pour la première fois au suffrage universel quelques mois plus tôt, en avril 1958, c'est-à-dire avant le retour au pouvoir du Général de Gaulle, lors d'une élection cantonale dans le canton de Bray-sur-Seine. Il met en ballottage le candidat sortant[réf. nécessaire], mais cède finalement au second tour.
Alain Peyrefitte est aussi élu conseiller général de Bray-sur-Seine de 1964 à 1988, et devient premier vice-président du conseil général de Seine-et-Marne de 1982 à 1988.
Il est élu maire de Provins pendant 32 ans, de 1965 jusqu'en mars 1997.

### Entrée au gouvernement (1962)
En avril 1962, il fait son entrée au gouvernement. Mais, alors qu'il rêvait plutôt du Quai d'Orsay, il est nommé secrétaire d'État à l'Information. Il occupe cette fonction quelques mois seulement, puisqu'en septembre de la même année, il devient, pour quelques semaines, ministre des Rapatriés.

### Ministre de l'Information (1962-1966)

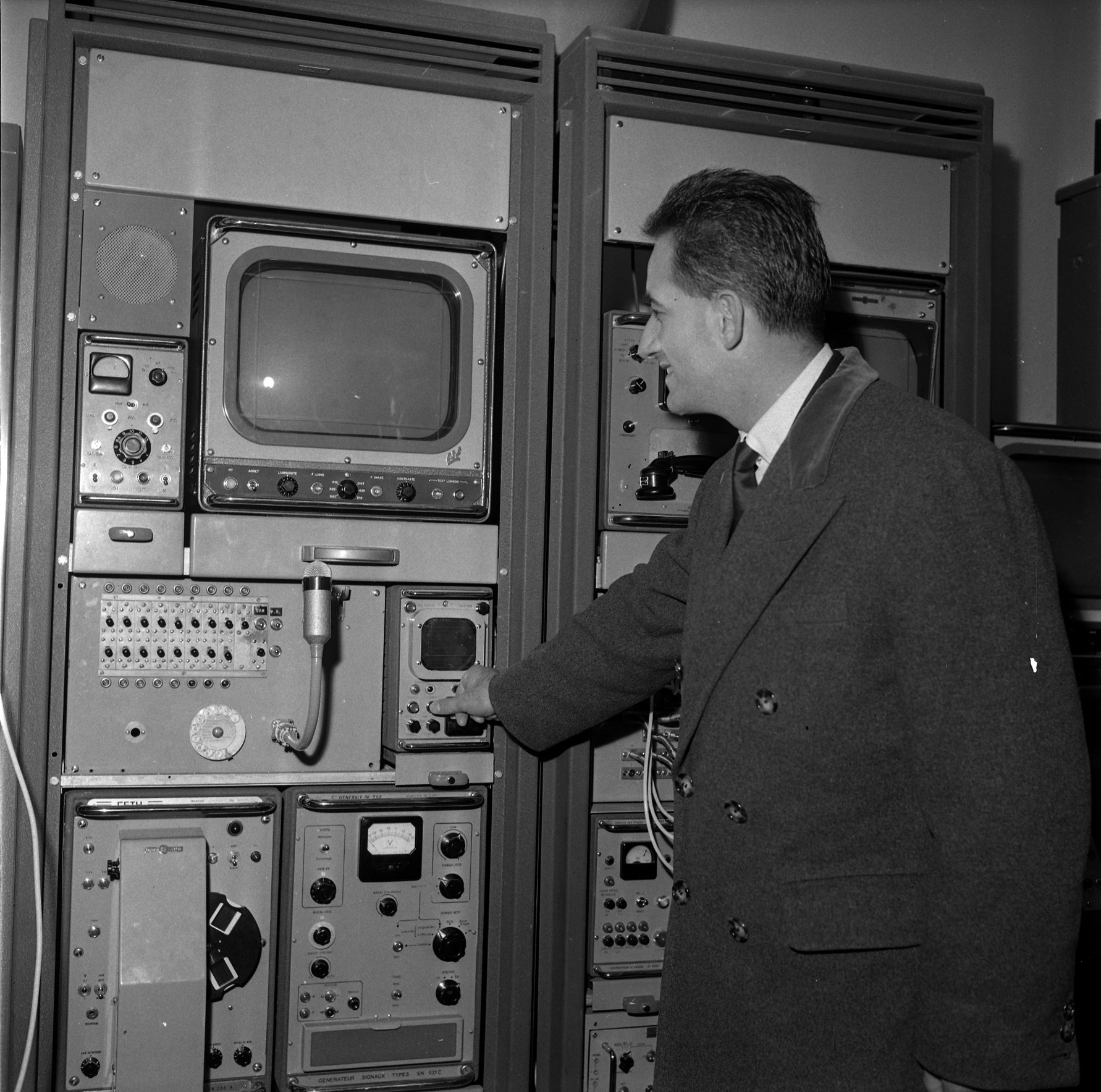
Alain Peyrefitte dans un studio de télévision en 1963.

En décembre 1962, il revient à l'Information, avec cette fois-ci le titre de ministre.
Pendant trois ans, il devient une sorte de porte-parole du gouvernement, entretenant alors des relations privilégiées, tant avec les journalistes qu'avec le Général de Gaulle qu'il rencontre régulièrement dans le cadre de ses fonctions.
Il dira bien plus tard dans le Mal français s'être donné comme priorité, comme objectif majeur, de moderniser et libéraliser la radio et l'audiovisuel publics, avec notamment le développement des chaînes de télévision régionales et la création de l'ORTF. Notamment parce qu'il aurait constaté que les Français se méfient des médias contrôlés par l'exécutif et préfèrent les indépendants comme RTL. Et qu'il a trouvé à sa prise de poste des sonnettes pour sonner comme des domestiques certains dirigeants de l'audiovisuel et de la radio. En 1963, il prend l'initiative de modifier la formule du journal télévisé et vient lui-même l'exposer en direct devant le journaliste présentateur Léon Zitrone.
Pourtant, malgré cette entreprise de libéralisation[non neutre], il fut et reste souvent présenté comme « le ministre de la censure ». En effet, à l'époque, le ministre de l’Information vise chaque jour le conducteur du journal télévisé et les responsables des informations télévisées assistent aux réunions du service gouvernemental chargé de la coordination de l'information (Service des Liaisons Interministérielles pour l’Information - SLII),.

### Ministre de la Recherche (1966-1967)
En janvier 1966, dans la foulée de la réélection du général de Gaulle à la présidence de la République, il devient ministre de la Recherche. Il œuvre alors au développement commercial du procédé français de télévision couleur SÉCAM ; il dira des années plus tard dans son best-seller Le Mal français avoir tenté de faire un partenariat avec les Allemands qui sont en train de développer le PAL, de conception très proche du SECAM. Les Allemands lui répondent qu'ils ont une confiance absolue en la recherche française, que les chercheurs français feront du très bon travail. Mais que l'industrie n'arrivera pas à produire en grande série le travail des laboratoires. Il dira qu'il veut que les ingénieurs français ne soient pas des ronds-de-cuir, qu'ils aient à affronter les rudesses de la compétition internationale. Finalement le SECAM est acheté par l'URSS (selon lui l'idée est de trouver un allié de revers, comme François Ier s'alliant à Soliman le Magnifique, musulman, pour lutter contre l'encerclement de la France par l'empire chrétien de Charles Quint) et une partie des ex-colonies françaises.
Surtout, il est responsable du programme de mise au point de la bombe H, dont il confie la direction à Robert Dautray, et qui aboutira en août 1968 avec l'explosion, à Mururoa de la première bombe H française. Cependant, cette version est controversée et même démentie par certains chercheurs du CEA.

### Ministre de l'Éducation nationale (1967-1968)
En avril 1967, il devient ministre de l'Éducation nationale, succédant à Christian Fouchet, englué dans le conflit avec les étudiants des résidences universitaires.
Pendant les événements de Mai 68 et l'année qui précède, il poursuit la politique de son prédécesseur, consistant à tenter d'affaiblir, isoler et ridiculiser l'UNEF, dans l'espoir de la voir basculer à droite, et qu'il n'acceptera de recevoir avec les autres syndicats du secteur éducatif qu'à la demande insistante de la FEN, à une heure du matin, en pleine Nuit des Barricades de Mai 68.
Entre-temps, durant tout l'hiver 1967-1968, l'agitation se poursuit chez les étudiants des résidences universitaires, faisant jonction avec la contestation de la réforme Fouchet des universités et le mouvement contre les ordonnances sur la sécurité sociale, avec le soutien de l'UNEF. Les milieux conservateurs ou d'extrême droite, censés s'indigner des outrances des étudiants et provoquer un contre-mouvement, sont affaiblis par les lourdes condamnations judiciaires contre Occident de l'été 1967, et leur réaction n’est vraiment importante qu'à la toute fin des événements de Mai 68.
Le 6 mai 1968, au cours d'une longue interview sur l'ORTF, Alain Peyrefitte reste inflexible, exigeant l'arrêt des manifestations avant d'envisager l'amnistie des personnes condamnées après les affrontements du 3 mai.
Le 10 mai, Alain Peyrefitte, qui est dans le bureau du ministre de la Justice Louis Joxe, apprend la nouvelle de la négociation entre le vice-recteur et les dirigeants de l'UNEF et du SNESup, par la radio. Le vice-recteur annonce qu'il va demander l'arbitrage du ministre mais ce dernier ne donne pas suite. C'est Alain Peyrefitte qui demande ensuite à Alain Touraine, son ex-condisciple à l'École normale supérieure de mener chez le recteur Jean Roche une délégation de trois professeurs et trois étudiants, parmi lesquels Daniel Cohn-Bendit. Leur arrivée se fait avec retard à cette entrevue, au cours de laquelle le recteur téléphone au ministre, sans parvenir à trouver une solution. Au milieu de cette entrevue, en discussion de son côté avec la FEN, Alain Peyrefitte promet une réunion avec l'UNEF. Mais le lendemain, il exige finalement à nouveau l'arrêt des manifestations, en échange de l'amnistie des personnes condamnées après les affrontements du 3 mai, ce qui fait capoter la réunion prévue le dimanche avec l'UNEF. Le Premier ministre Georges Pompidou va pourtant annoncer d'emblée l'amnistie demandée, dès son retour à Paris dans la soirée, mais trop tard pour enrayer la montée des mécontentements.
Après la crise, du fait des événements de Mai 68, il est contraint à la démission, Georges Pompidou considérant que les décisions de son ministre ont exacerbé les tensions.

### Parenthèse non gouvernementale (1968-1973)
Alain Peyrefitte occupe de 1968 à 1972 la fonction de président de la Commission des Affaires culturelles et sociales de l'Assemblée nationale.
En 1971, il effectue, dans le cadre d'une mission parlementaire, un voyage en Chine. De ce voyage, il ramènera un de ses plus célèbres ouvrages : Quand la Chine s'éveillera… le monde tremblera, publié en 1973, dans lequel il prédit pour la Chine un développement économique et politique fondé sur la pensée maoïste et porté par l'esprit révolutionnaire, et tente d'en cerner les conséquences. Ce livre est un succès auprès du public mais est très critiqué par les sinologues qui s'étonnent que l'auteur, qui ne parle pas le chinois, ne soit resté que trois semaines sur place et n'évoque pas le Laogai.
De 1972 à 1973, il est secrétaire général du mouvement gaulliste, l'UDR.
Parallèlement, Alain Peyrefitte fut également chargé de missions de réflexion sur des problèmes de société : la participation (1968-1969) ; la drogue (1969-1970) ; et plus tard la décentralisation (1973-1974), puis la violence, la criminalité et la délinquance (1976-1977).

### Bref retour au gouvernement (1973-1974)
En mars 1973, il devient ministre des Réformes administratives et du Plan, puis, en février 1974, ministre des Affaires culturelles et de l'Environnement, jusqu'à la mort de Georges Pompidou.
Après l'élection de Valéry Giscard d'Estaing et la nomination de Jacques Chirac comme Premier ministre, il ne fait pas partie du nouveau gouvernement. C'est à cette époque qu'il rédige Le Mal français.

### Ministre de la Justice (1977-1981)
En mars 1977, peu après son élection à l'Académie française, il devient garde des Sceaux (ministre de la Justice) du gouvernement de Raymond Barre. Il occupera cette fonction jusqu'en mai 1981.
Dans un contexte d'hostilités croissantes entre les gaullistes, emmenés par Jacques Chirac, et les non-gaullistes, fidèles à Valéry Giscard d'Estaing, Alain Peyrefitte fait alors partie des rares ministres gaullistes, avec notamment Robert Boulin. Il est « numéro deux » du gouvernement dans l'ordre protocolaire. Sans renier son appartenance à la famille gaulliste, il défend publiquement la politique du gouvernement et prend ses distances avec les chiraquiens, ce qui lui vaut de nombreuses attaques de la part de ces derniers. Cette opposition atteint son paroxysme fin 1978, lorsque Alain Peyrefitte se désolidarise de l'appel de Cochin.
Au ministère de la Justice, Alain Peyrefitte lance notamment l'informatisation du casier judiciaire. Il met en place des « conciliateurs de justice », dont la création a été décidée par son prédécesseur, Olivier Guichard. Il obtient une augmentation des crédits consacrés à son ministère. Il décide également de rendre les procédures judiciaires moins onéreuses pour les justiciables. Cette décision donne d'ailleurs lieu à un malentendu avec une opinion publique[réf. nécessaire] croyant majoritairement que tous les frais des procès allaient être remboursés et que les procédures judiciaires deviendraient ainsi totalement gratuites, alors qu'il s'agit uniquement de supprimer les taxes et droits que l'État percevait jusqu'alors à l'occasion des procès civils.
Par la suite, d'autres décisions lui valent d'intenses critiques de la part de l'opposition de gauche, d'une partie de la presse, d'une partie de la magistrature, de nombreux avocats et intellectuels (Jean-Paul Sartre, Laurent Schwartz, Vladimir Jankélévitch...).
À l'automne 1977, il décide l'extradition en Allemagne de Klaus Croissant, ancien avocat de la Bande à Baader, malgré une intense campagne de presse en faveur de sa libération.
Alain Peyrefitte décide également de modifier le mode de recrutement des magistrats, en posant le principe d'un recrutement latéral : des hommes et des femmes sans diplôme de droit mais disposant d'une culture juridique pouvaient, après quinze ans d'expérience professionnelle, devenir magistrats, sur concours spécifique ou sur titres. Il accroit chaque année le nombre des postes de magistrats créés au budget, tout comme celui des surveillants de prison et du personnel des greffes. Le nombre des magistrats atteint alors les 5 500 membres, et celui des places de prisons dépasse les 20 000[réf. nécessaire].
La mort de Robert Boulin, survenue le 30 octobre 1979, place Alain Peyrefitte au centre de la tourmente médiatique. En effet, dans une lettre rendue publique peu après sa mort, Robert Boulin s'était indigné d'une procédure judiciaire dont il faisait alors l'objet. Il avait notamment indiqué que : « Ce dévoiement dans la révélation du secret de l'instruction laisse froid un garde des Sceaux plus préoccupé de sa carrière que du bon fonctionnement de la Justice. » Il n'est alors question que de suicide. Mais une partie de la presse ainsi que les chiraquiens lui imputent une responsabilité morale dans ce suicide. Plus tard, Lionel Jospin dira qu'Alain Peyrefitte avait compromis son honneur dans l'affaire Boulin. Les interrogations sur la mort de Robert Boulin grandissent peu à peu, ce qui donne lieu à une véritable affaire Robert Boulin, et alimente d'autant les spéculations sur une quelconque implication d'Alain Peyrefitte, même si rien n'a jamais été prouvé et qu'il s'agisse manifestement[non neutre] d'une application de la théorie du complot, Alain Peyrefitte ministre d'une justice bien plus indépendante qu'on ne le dit[non neutre], n'avait en effet pas les moyens d'assumer le rôle que certains ont voulu lui voir jouer dans cette affaire de suicide. Il semble que le bruit selon lequel il aurait pu être appelé à succéder à Raymond Barre comme Premier ministre, avant la fin du mandat présidentiel[réf. nécessaire], soit à l'origine d'une campagne hostile de divers milieux[Quoi ?], qui n'a néanmoins pas réussi à nuire à son image d'intellectuel gaulliste, académicien et écrivain, célèbre pour le grand succès du Mal français et de Quand la Chine s'éveillera[non neutre].
À la fin du mandat de Valéry Giscard d'Estaing, dans l'optique de l'élection présidentielle à venir, Alain Peyrefitte fait voter une loi destinée à lutter fermement contre la délinquance, la loi du 2 février 1981 dite « Loi sécurité et liberté ». Cette loi qui étend les pouvoirs de la Police et du Parquet et restreint le pouvoir d'appréciation du juge est considérée comme « liberticide » par l'opposition de gauche à l'époque ; elle sera d'ailleurs abrogée en partie par la gauche revenue au pouvoir. Il prend position en faveur de Valéry Giscard d'Estaing dès le premier tour de l'élection présidentielle de 1981.
Lors de son passage au ministère de la Justice, il se heurte souvent aux accusations de Robert Badinter. En effet, Alain Peyrefitte s'était déclaré, au même titre que Valéry Giscard d'Estaing, contre la peine de mort. Pourtant, lors de son mandat, selon Robert Badinter, Alain Peyrefitte aurait mené une politique absurde quant à la peine de mort. En effet, Peyrefitte déclare en 1979 que « La peine de mort est maintenue à titre exceptionnel en attendant son abolition définitive ». Cette déclaration fut suivie d'un débat animé entre Alain Peyrefitte et Robert Badinter dans les colonnes du journal Le Monde cette année là,. L’enjeu n'était pas que de principe puisque, bien que la dernière exécution en France remontait au 10 septembre 1977 , le sort de plusieurs condamnés à mort dépendait soit de pourvois en cassation, soit du résultat de l'élection présidentielle de 1981, Valéry Giscard d'Estaing refusant l'abolition, et François Mitterrand la promettant.

### Éloignement progressif des responsabilités

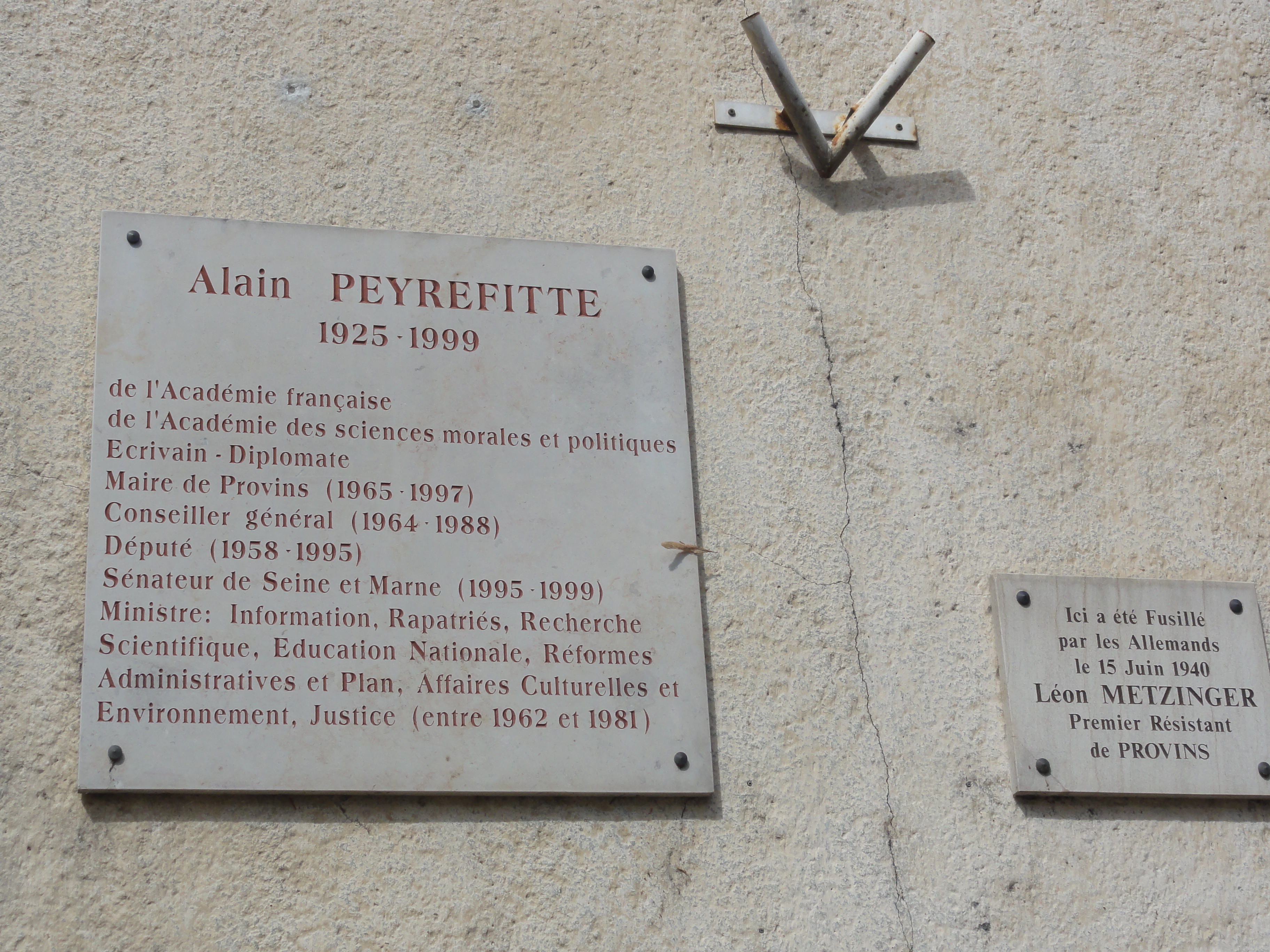
Plaque Alain Peyrefitte à Provins.

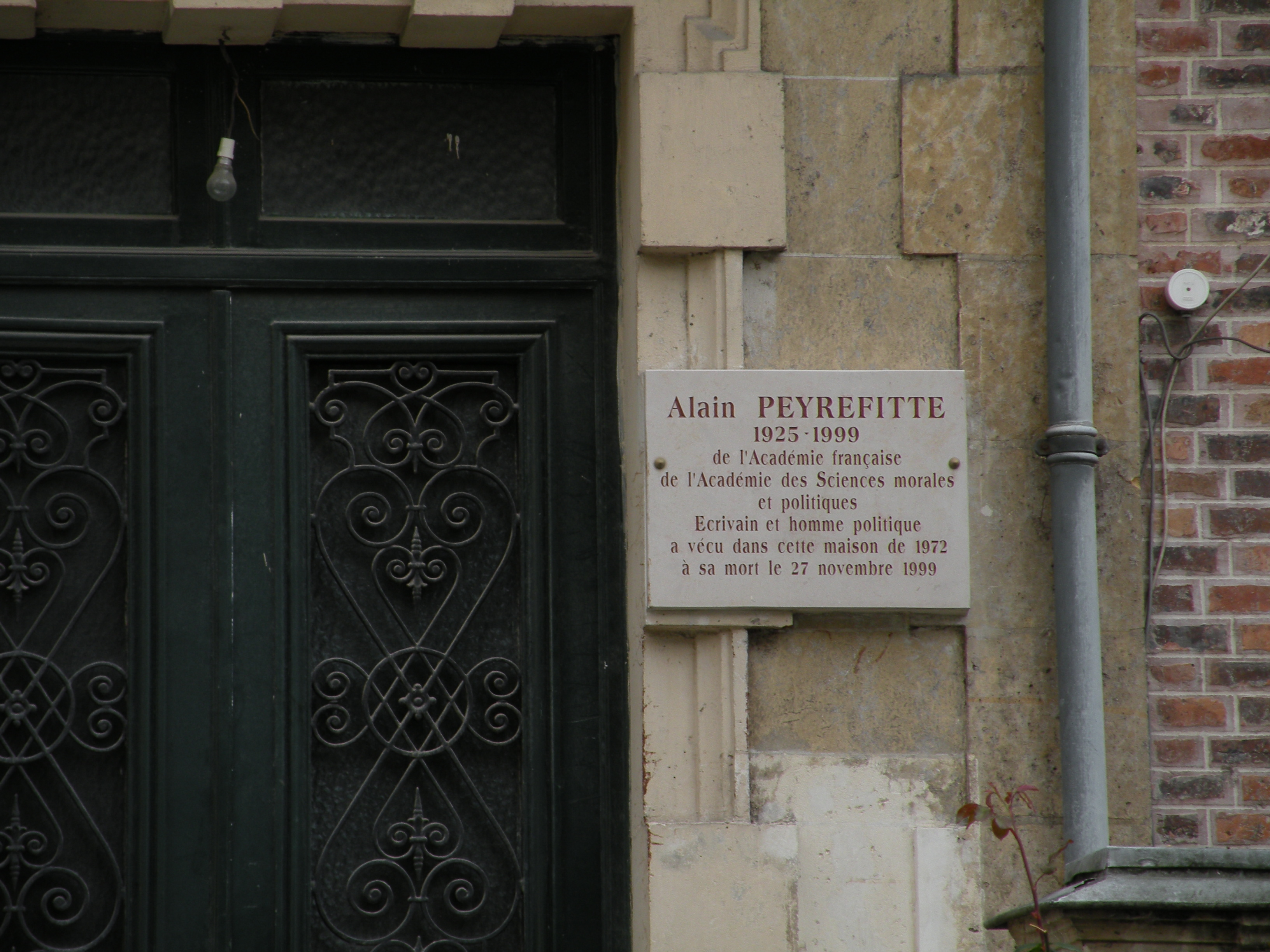
La dernière demeure d’Alain Peyrefitte, 111 rue du Ranelagh (Paris 16e).

Alain Peyrefitte n'occupe alors plus d'autre fonction ministérielle, même s'il n'exclut pas de diriger un gouvernement de cohabitation après la victoire de la droite aux élections législatives de 1986. Il se consacre alors essentiellement à ses fonctions d'élu local, de sénateur, d'écrivain et de journaliste comme directeur du comité éditorial du Figaro. Le 15 décembre 1986, il échappe de peu à un attentat attribué à Action directe près de son domicile de Provins ; un employé municipal est tué dans l'explosion de sa voiture.

## Écrivain
Alliant tout au long de sa vie action et réflexion, Alain Peyrefitte s'est distingué par une bibliographie abondante en parallèle de sa carrière politique et diplomatique.
Son œuvre littéraire lui vaut d'être élu membre de l'Académie française le 10 février 1977, au fauteuil de Paul Morand, le no 11.
Il est élu à l'Académie des sciences morales et politiques le 1er juin 1987 au fauteuil de Raymond Tournoux, dans la section Histoire.

### Premières œuvres
À l'issue de ses études, il publie un premier ouvrage tiré de sa vie d'étudiant, Rue d'Ulm, chroniques de la vie normalienne, en 1946.
Son premier essai, Le Mythe de Pénélope, publié en 1949, reçoit le prix Lange de l'Académie française.

### Réflexions sur la confiance
Dans Le Mal français, paru fin 1976, il cherche à tirer les enseignements de son action, et surtout des freins qu'il a éprouvés en cherchant à réformer l'État à la tête de ministères : « quand j'ai écrit Le Mal français, j'éprouvais le besoin de faire un bilan. Je n'avais pu aboutir, par deux fois, dans une entreprise de réforme pourtant minutieusement préparée, en mai 1968 à l'Éducation nationale, en 1973 à la Réforme administrative ». Il y reprend notamment les thèses de Michel Crozier parues en 1970 dans La Société bloquée. Cet essai a connu un très grand succès de librairie, avec un million d'exemplaires vendus.
En 1995, Alain Peyrefitte publie un essai intitulé La Société de confiance, dans lequel il étudie les causes du développement et du sous-développement dans le monde, approfondissant ainsi une idée déjà abordée dans Le Mal français. Nombreux exemples à l'appui, il avance l'idée selon laquelle les principaux facteurs du développement et du sous-développement ne sont pas à rechercher dans certaines causes matérielles classiquement avancées telles que le climat ou les ressources naturelles, mais dans ce qu'il appelle le « tiers facteur immatériel », c'est-à-dire la culture, les mentalités. Plus précisément, le ressort du développement résiderait dans la constitution d'une société de confiance, confiance que l'État accorde à l'initiative individuelle, et surtout confiance que les individus accordent à l'État, se reconnaissent entre eux et se font à eux-mêmes. Ce serait notamment cet « éthos de confiance » qui, en bousculant des tabous traditionnels et en favorisant l'innovation, la mobilité, la compétition, l'initiative rationnelle et responsable, aurait permis le développement de l'Europe occidentale ces derniers siècles. La publication de l'ouvrage a suivi la présentation d'une thèse en Sorbonne sur le même thème de la confiance. Dans l'esprit d'Alain Peyrefitte, la confiance est l'élément moteur des nombreuses initiatives qui ont fait la société industrielle et non pas selon la célèbre thèse de Max Weber la théorie de la prédestination des calvinistes et leur puritanisme, qui auraient incité les calvinistes anglo-saxons à chercher la réussite sociale par leur travail.
Il donne en 1993-1994 une série de leçons au Collège de France, intitulées Du Miracle en économie, et publiées en 1995. Alors que le dénuement est le lot commun des hommes depuis les origines, il cherche à expliquer le miracle du développement qui a permis à l'Europe occidentale, puis aux États-Unis et au Japon de s'arracher à la surmortalité, à la disette, aux maladies endémiques, à l'analphabétisme, qui y sévissaient encore il y a deux cents ans. Il cherche à les mettre au jour afin que les trois-quarts de l'humanité qui connaissent encore ces affres puissent être gagnées elles aussi par le « miracle du développement ».

### Essais sur la Chine
Il effectue des missions et voyages dans de nombreux pays du monde, notamment en Chine .
Il rapporte d'une mission parlementaire effectuée en juillet et août 1971 en Chine, alors en pleine Révolution culturelle, un essai : Quand la Chine s'éveillera… le monde tremblera, dont le titre cite une phrase apocryphe attribuée à Napoléon Ier. Sa thèse est que compte tenu de sa démographie, la Chine finira inexorablement par s'imposer au reste du monde dès qu'elle maîtrisera une technologie suffisante. Ce livre connaît un grand succès de librairie avec plus de 885 000 exemplaires vendus pour la seule édition française.
En 1996, Alain Peyrefitte publie une suite en forme de constat, La Chine s'est éveillée.

### C'était de Gaulle
Tout au long de sa carrière politique, Alain Peyrefitte est un proche du général de Gaulle mais sans en être un intime. Il le rencontre à trois cents reprises en entretien particulier, notamment dans ses fonctions de ministre de l'Information. Son excellente mémoire lui permet de tout retenir sans paraître prendre des notes devant le général de Gaulle, et il consigne tout aussitôt sorti du bureau présidentiel, « dans l'heure qui suit. […] La vie diplomatique m'avait appris qu'une conversation doit être mise au net sur-le-champ, faute de quoi à la faveur d'une seule nuit, voire de quelques heures, sa trace se brouille, ou l'inconscient recompose ce qu'on aurait aimé qui fût dit ». Comme porte-parole du gouvernement de 1962 à 1966, c'est le seul ministre à être autorisé à prendre des notes pendant les Conseils des ministres, aussi note-t-il les échanges sur le vif.
Le fruit de ces échanges et de ces entretiens particuliers est un recueil de propos, C'était de Gaulle, qui fait référence pour la connaissance du fondateur de la Ve République. Jean d'Ormesson en écrit : « Plus qu'un livre : une date dans l'histoire contemporaine. L'habileté suprême du peintre est de s'effacer devant celui qu'il fait revivre en un portrait saisissant. Peyrefitte est à de Gaulle ce que Joinville est à Saint Louis ». Le député et gaulliste Jacques Baumel considère que c'est son œuvre de mémorialiste qui passera à la postérité, le qualifiant de « Saint-Simon de la Ve République ». Son éditeur, Bernard de Fallois, en disait même : « Je pense que les trois tomes de Peyrefitte sont bien plus importants que les Mémoires du Général. On y retrouve tout de Gaulle, tel qu'il était, ses qualités mais ses défauts aussi. ».
C'était de Gaulle paraît en trois tomes, les deux premiers en 1994 et 1997 et le dernier, posthume, en 2000. Si cet ouvrage paraît aussi longtemps après la mort du général de Gaulle en 1970, malgré les instances pressantes de nombreux éditeurs, c'est qu'Alain Peyrefitte s'était fixé pour règle de ne rien publier avant une vingtaine d'années après celle-ci, « Je ne veux pas profiter de sa mort » disait-il à son éditeur.

### Journaux
Alain Peyrefitte collabore à plusieurs journaux et revues, en particulier Le Figaro, dont il est président du comité éditorial à partir de 1983.

## Mort et obsèques

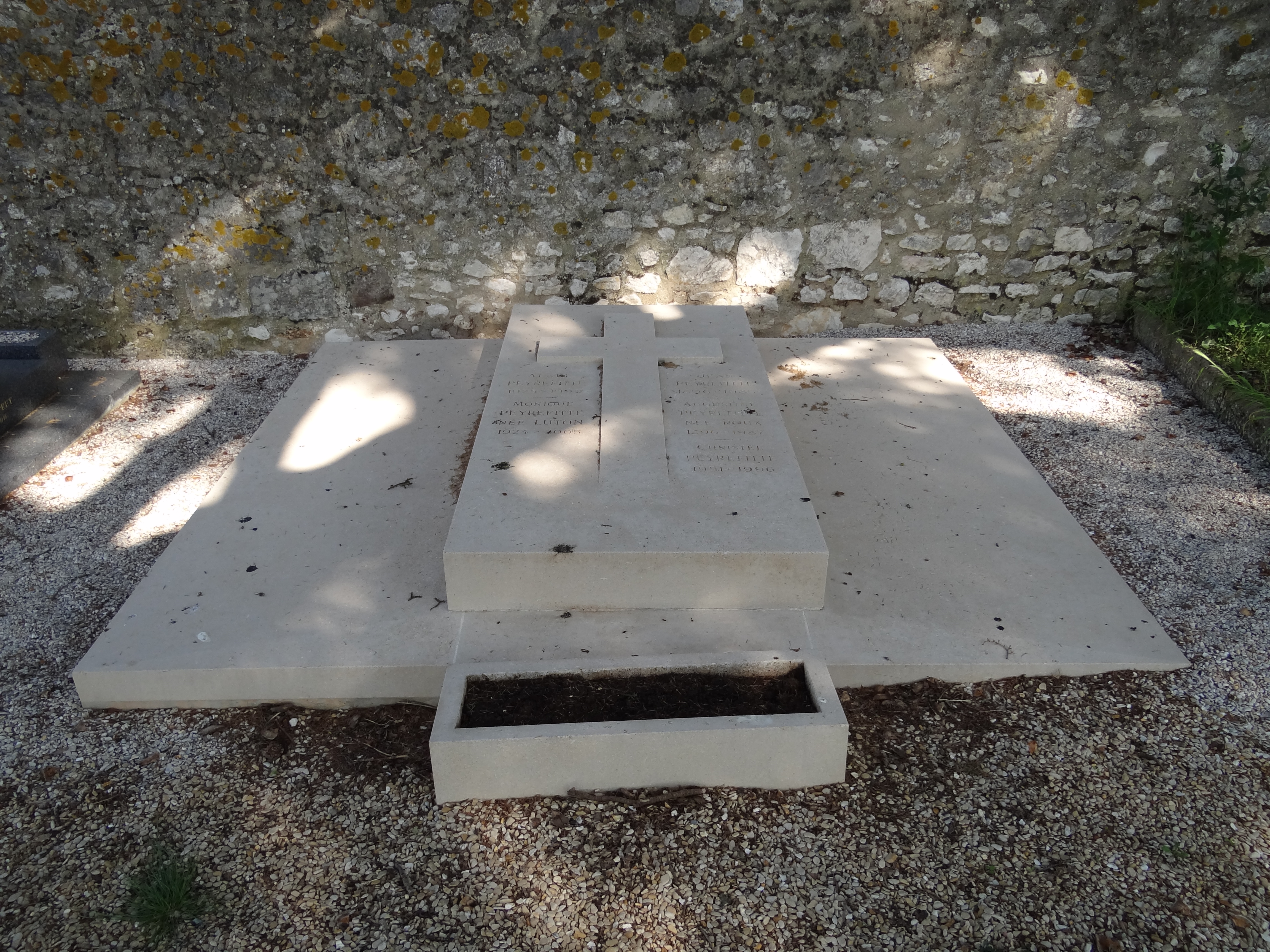
La tombe d'Alain Peyrefitte au cimetière de la ville haute à Provins (Seine-et-Marne).

Alain Peyrefitte est mort à Paris le 27 novembre 1999, à l'âge de 74 ans, des suites d'un cancer. Ses obsèques ont été célébrées en l'église Saint-Louis des Invalides, en présence du président Jacques Chirac, puis les honneurs militaires ont été rendus, et un hommage prononcé par Jean-François Deniau.
Il est inhumé à Provins, au cimetière de la Ville Haute.

## Détail des mandats et fonctions politiques

### Mandats de député
- Député (UNR, UDR puis RPR) de Seine-et-Marne dans toutes les législatures de la Ve République (1958, 1962, 1967, 1968, 1973, 1978, janvier 1982, 1986, 1988, 1993). Conformément à la Constitution de la Ve République, il doit laisser son siège à son suppléant quand il est nommé à des fonctions ministérielles.

### Mandat de sénateur
- Sénateur de Seine-et-Marne de septembre 1995 à 1999

### Mandats locaux
- Conseiller général de Bray-sur-Seine de 1964 à 1988 (premier vice-président du conseil général de 1982 à 1988)
- Maire de Provins de 1965 à 1997

### Fonction politique
- Secrétaire général du mouvement gaulliste, l'UDR, de 1972 à 1973

### Fonctions gouvernementales
- Secrétaire d’État auprès du Premier ministre, chargé de l'Information du gouvernement Georges Pompidou (1) (du 14 avril au 11 septembre 1962)
- Ministre délégué auprès du Premier ministre, chargé des Rapatriés du gouvernement Georges Pompidou (1) (du 11 septembre au 28 novembre 1962)
- Ministre de l'Information du gouvernement Georges Pompidou (2) (du 6 décembre 1962 au 8 janvier 1966)
- Ministre délégué, chargé de la Recherche scientifique et des Questions atomiques et spatiales du gouvernement Georges Pompidou (3) (du 8 janvier 1966 au 6 avril 1967)
- Ministre de l'Éducation nationale du gouvernement Georges Pompidou (4) (du 6 avril 1967 au 28 mai 1968)
- Ministre chargé des Réformes administratives du gouvernement Pierre Messmer (2) (du 5 avril 1973 au 27 février 1974)
- Ministre des Affaires culturelles et de l'Environnement du gouvernement Pierre Messmer (3) (du 1er mars au 28 mai 1974)
- Garde des Sceaux, ministre de la Justice du gouvernement Raymond Barre (2) (du 30 mars 1977 au 5 avril 1978)
- Garde des Sceaux, ministre de la Justice du gouvernement Raymond Barre (3) (du 5 avril 1978 au 22 mai 1981)

## Décorations
- Chevalier de la Légion d'honneur [28]
- Commandeur de l'ordre des Arts et des Lettres [28] le 17 septembre 1974[37]
- Commandeur de l'ordre des Palmes académiques [28]
- Grand officier de l'ordre du Mérite de la République italienne‎ (1964)[38].
- Commandeur de l'ordre du Mérite culturel (Monaco) le 18 novembre 1999[39]

## Œuvre littéraire
- 1946 : Rue d'Ulm, chroniques de la vie normalienne.
- 1947 : Le Sentiment de confiance, essai.
- 1948 : Les Roseaux froissés, roman.
- 1949 : Le Mythe de Pénélope, essai, prix Lange de l’Académie française en 1950.
- 1961 : Faut-il partager l'Algérie ?, essai.
- 1973 : Quand la Chine s'éveillera… le monde tremblera, essai.
- 1976 : Le Mal français, essai.
- 1981 : Les Chevaux du lac Ladoga - la justice entre les extrêmes, essai.
- 1983 : Quand la rose se fanera, essai.
- 1985 : Encore un effort, Monsieur le Président, essai.
- 1989 : L’Empire immobile ou le choc des mondes, récit historique.
- 1990 : La Tragédie chinoise, essai.
- 1995 : La Société de confiance, essai.
- 1995 : Du Miracle en économie (leçons au Collège de France).
- 1997 : La Chine s'est éveillée, essai (21e Prix Fondation Pierre-Lafue 1997).
- 1994-2000 : C'était de Gaulle (Éditions de Fallois – Fayard, 3 t.).

## Dans la fiction
Dans la mini-série De Gaulle, l'éclat et le secret (2020), son rôle est interprété par Christophe Barbier.